# 坂口渚沙
坂口渚沙（日语：／ Sakaguchi Nagisa，2000年12月23日—）是日本偶像藝人，為女子偶像團體LarmeR成員，亦為女子偶像團體AKB48前成員，暱稱為「 Nagi」。曾擔任AKB48 Team 8北海道代表。北海道旭川市出身，所屬經紀公司為Sizuk Entertainment。

## 經歷
2014月4月3日，首次公開登台。
2015年5月，獲選為單曲《我們不戰鬥》選拔成員，為入團以來首次進入選拔。同年9月，因AKB48隊伍重編而開始兼任Team B。
2016年6月18日，於AKB48第45張單曲選拔總選舉中以14,913票獲得第70名。
2017年1月14日，於TOKYO DOME CITY HALL舉辦個人演唱会「新春!Team 8之祭〜坂口渚沙之亂〜」。同年6月17日，於AKB48第49張單曲選拔總選舉以17,303票獲得第69名。
2018年4月，因AKB48隊伍重編，兼任隊伍由Team B變更為Team 4。同年6月16日，於AKB48第53張單曲選拔總選舉以24,298票獲得第47名。同年10月8日，開始擔任北海道白老町「民族共生象徵空間」宣傳大使，宣傳阿伊努族文化。
2019年10月24日，開始擔任旭川觀光大使。
2020年4月3日，開始經營YouTube頻道。同年5月14日，開始擔任北海道觀光大使。
2022年4月，因AKB48隊伍重編，兼任隊伍由Team 4變更為Team B。
2023年5月，隨著Team 8活動休止，所屬隊伍變更為Team B。同年6月25日，在Team B「偶像的黎明」公演進行了畢業發表。同年7月31日，舉行畢業公演「這個水滴，將成為連向未來的彩虹。」。同年8月5日，在演唱會「AKB48現行隊伍最終演唱會2023 in KT Zepp Yokohama〜終究大家都是Team B推對吧？〜」結束後，正式由AKB48畢業。
同年11月1日，移籍至經紀公司Sizuk Entertainment。同年12月1日，宣布加入新女子偶像團體LarmeR。

## 人物
- 是左撇子。

- 養有一隻名叫「 Shira」的烏龜。

- 擅長的才藝是跳箱，且自認能以比任何人都還要快的速度磨山藥。

- 未來以成為模特兒為目標，認為眼睛是自己有魅力之處。

- 平時會蒐集八音盒及聖誕水晶球，喜歡的食物是日式燒肉。對神秘學感興趣。[影音 2]

- 曾與行天優莉奈共同挑戰學習中文的企劃，最終成功通過漢語水平考試1級。[影音 3]

- 在AKB48中尊敬的前輩為渡邊麻友。

## 音樂作品

### AKB48單曲
|      | 發行日期       | 單曲名稱           | 參與歌曲名稱         | 名義           | 收錄於     | MV | 備註               |
| ---- | -------------- | ------------------ | -------------------- | -------------- | ---------- | -- | ------------------ |
| 37th | 2014年08月27日 | 心意告示牌         | 去47個美麗城市       | Team 8         | 劇場盤     | ★  | 出道作品           |
| 38th | 2014年11月26日 | 希望無限           | 現在、Happy          | 玫瑰組         | Type A     | ★  | 首次擔任Center     |
| 38th | 2014年11月26日 | 希望無限           | 制服的翅膀           | Team 8         | Type D     | ★  |                    |
| 39th | 2015年03月04日 | Green Flash        | 從打招呼開始         | Team 8         | Type H     | ★  |                    |
| 40th | 2015年05月20日 | 我們不戰鬥         | 我們不戰鬥           |                | 全版本     | ★  | A面曲 首次進入選拔 |
| 40th | 2015年05月20日 | 我們不戰鬥         | Summer side          | Selection 16   | Type A·B·C | ★  |                    |
| 40th | 2015年05月20日 | 我們不戰鬥         | 污穢的真相           | Team 8         | Type C     | ★  | Center             |
| 42th | 2015年12月09日 | 紅唇Be My Baby     | 你你你…              | 次世代選拔     | Type A     | ★  |                    |
| 42th | 2015年12月09日 | 紅唇Be My Baby     | 搗蛋鬼小蝗蟲         | Team 8         | Type C     | ★  |                    |
| 42th | 2015年12月09日 | 紅唇Be My Baby     | 金色翅膀的人啊       | Team B         | Type C     | ★  |                    |
| 42th | 2015年12月09日 | 紅唇Be My Baby     | 直到剛才還是Ice Tea  | 昆蟲學校       | 劇場盤     |    |                    |
| 44th | 2016年06月01日 | 不需要翅膀         | 一談戀愛就變傻       | Team B         | Type A     | ★  |                    |
| 44th | 2016年06月01日 | 不需要翅膀         | 通往夢想的路         | Team 8         | Type C     | ★  |                    |
| 45th | 2016年08月31日 | LOVE TRIP/分享幸福 | 2016年的Invitation   | Upcoming Girls | Type D     | ★  |                    |
| 46th | 2016年11月16日 | High Tension       | 壓抑不了的衝動       | Waiting Circle | 全版本     | ★  |                    |
| 46th | 2016年11月16日 | High Tension       | 將星空獻給你         | Team 8 EAST    | Type C     | ★  | Center             |
| 47th | 2017年03月15日 | Shoot Sign         | 意外發生中           | U-19選拔       | Type D·E   | ★  |                    |
| 48th | 2017年05月31日 | 空有願望           | 前兆                 |                | Type A     | ★  |                    |
| 49th | 2017年08月30日 | #就是喜歡你        | 月光假面             | Upcoming Girls | Type C     | ★  |                    |
| 50th | 2017年11月22日 | 11月的腳鏈         | 熱愛人生！           | Team 8         | Type B     | ★  |                    |
| 50th | 2017年11月22日 | 11月的腳鏈         | 法定速度與優越感     | U-17選拔       | Type E     | ★  |                    |
| 51st | 2018年03月14日 | Ja-Ba-Ja           | Position             | 新生代選拔     | Type D·E   | ★  |                    |
| 52nd | 2018年05月30日 | Teacher Teacher    | 貓過敏               | Team 4         | Type D     | ★  |                    |
| 52nd | 2018年05月30日 | Teacher Teacher    | 蜂巢Dance            | Team 8         | 劇場盤     |    |                    |
| 53rd | 2018年09月19日 | 感傷列車           | 不是朋友嗎？         | Next Girls     | Type A     | ★  |                    |
| 54th | 2018年11月28日 | NO WAY MAN         | 早安開啟的世界       | U-19選拔       | Type C     | ★  | Center             |
| 55th | 2019年03月13日 | 回憶上心頭DAYS     | 回憶上心頭DAYS       |                | 全版本     | ★  | A面曲              |
| 55th | 2019年03月13日 | 回憶上心頭DAYS     | 初戀之門             | 坂道AKB        | Type B     | ★  |                    |
| 56th | 2019年09月18日 | 持續愛你           | 持續愛你             |                | 全版本     | ★  | A面曲              |
| 56th | 2019年09月18日 | 持續愛你           | 喜歡你 喜歡你 喜歡你 | Team 8         | Type A     | ★  |                    |
| 57th | 2020年03月18日 | 感謝失戀           | 匆匆忙忙             | Team 8         | Type C     | ★  |                    |
| 57th | 2020年03月18日 | 感謝失戀           | 愛過的人             |                | 劇場盤     |    |                    |
| 58th | 2021年09月29日 | 一切都成Rumor      | 西高東低             | Team 8         | Type B     |    |                    |
| 59th | 2022年05月18日 | 是前男友           | 是前男友             |                | 全版本     | ★  | A面曲              |
| 59th | 2022年05月18日 | 是前男友           | 開始做吧             | Team B         | Type C     |    |                    |
| 60th | 2022年10月19日 | 久違的Lip Gloss    | 命運之歌             | 1st Generation | 劇場盤     |    |                    |
| 61st | 2023年04月26日 | 無論如何都喜歡你   | 並非永別             | Team 8         | Type A     |    |                    |

### AKB48專輯
|     | 發行日期       | 專輯名稱                     | 參與歌曲名稱         | 名義   | 收錄於          | 備註 |
| --- | -------------- | ---------------------------- | -------------------- | ------ | --------------- | ---- |
| 6th | 2015年01月21日 | 這裡是羅德斯島、在這裡跳吧！ | 笨手笨腳的支持       | Team 8 | Type A          |      |
| 6th | 2015年01月21日 | 這裡是羅德斯島、在這裡跳吧！ | Birth                |        | Type A          |      |
| 7th | 2015年11月18日 | 0與1之間                     | 愛樂成癮             | Team B | MILLION SINGLES |      |
| 7th | 2015年11月18日 | 0與1之間                     | 一輩子可以遇見多少人 | Team 8 | MILLION SINGLES |      |

### 劇場公演分組曲
| 公演名稱                                         | 參與歌曲名稱   | 備註             |
| ------------------------------------------------ | -------------- | ---------------- |
| Team 8                                           |                |                  |
| Team 8 1st Stage「PARTY開始了」公演              | 裙擺飄飄       | 中野郁海的代演   |
| Team 8 1st Stage「PARTY開始了」公演              | 星之溫度       | 中野郁海的代演   |
| Team 8 2nd Stage「好想見你」公演                 | 嘆息的人偶     | 倉野尾成美的代演 |
| Team 8 2nd Stage「好想見你」公演                 | 沙灘的櫻桃     | 倉野尾成美的代演 |
| Team 8 2nd Stage「好想見你」公演                 | 從背後緊緊相擁 | 橫道侑里的代演   |
| Team 8 2nd Stage「好想見你」公演                 | 里約的革命     | 橫道侑里的代演   |
| Top Lead「你也不為8哭泣嗎」公演                  | 無望之淚       |                  |
| 湯淺順司「這個水滴，將成為連向未來的彩虹。」公演 | 來一塊糖果     | Center           |
| 兼任隊伍                                         |                |                  |
| Team B 6th Stage「正在戀愛中」公演               | 7點12分的初戀  |                  |
| Team 4 2nd Stage「手牽手」公演                   | 帶我去溫布頓   | Center           |
| Team B「偶像的黎明」公演                         | 遺憾少女       | Center           |
| Team B「偶像的黎明」公演                         | 心愛的娜塔莎   | Center           |

## 演出

### 電視節目
- 小渚沙的未來！TRY！TV（2014年10月5日－2015年9月27日，北海道文化放送）[24]
- 渚沙的未來！DRIVE！TV（2015年10月4日－2018年6月24日，北海道文化放送）[25]
- AKB48的追加一晚！週邊旅行～前往日本最美的村落～（2022年8月13日，東京電視台）[26]

### 舞台劇
- Bee School（2019年9月4日－9月13日，品川王子飯店）[27] - 飾演  Marika
- 舞台劇「馬路無理學園 蕾-RAI-」（2021年3月27日－4月4日，天王洲 銀河劇場）[28] - 飾演  Sakura
- AKB48 Team 8「KISS⁸」 -8th Anniversary Special Performance-（2022年5月13日－5月22日，天王洲 銀河劇場）[29]
- 舞台劇「突擊莉莉・伊魯瑪女子美術高中篇 -The Gleam of Dawn-」（2023年4月13日－4月19日，龜有玉蟬花會館）[30] - 飾演 日下部蓮月

## 書籍

### 雜誌連載
- LARME（2022年6月－，德間書店）[31] - 常規模特兒

## 注脚

### 備註
1. ↑  標註有「★」符號者表示該首歌曲有拍攝MV。
2. ↑  與岡田奈奈共同擔任Center。
3. ↑  與中野郁海共同擔任Center。
4. ↑  與小栗有以共同擔任Center。

### 影音資料
1. ↑  なぎなぎTube. . 2020-04-03  [2022-06-01]. （原始内容存档于2022-06-01） –YouTube （日语）.
2. ↑  なぎなぎTube. . 2022-05-19  [2022-06-01]. （原始内容存档于2022-06-01） –YouTube （日语）.
3. ↑  みんなのただよび. . 2022-03-11  [2022-07-05]. （原始内容存档于2022-05-24） –YouTube （日语）.

## 外部連結
- 坂口渚沙 （页面存档备份，存于） - LarmeR成員介紹 （日語）
- 坂口渚沙 - AKB48成員介紹 （日語）
- 坂口渚沙 - AKB48 Team8成員介紹（日語）
- 坂口渚沙的X（前Twitter） （日語）
- 坂口渚沙的Instagram帳戶 （日語）
- AKB48 チーム8 坂口渚沙 （页面存档备份，存于） - 755 （日語）
- 坂口渚沙OFFICIAL FANCLUB Shells Rush （页面存档备份，存于） （日語）
- 坂口渚沙的SHOWROOM專頁 （日語）
- YouTube上的なぎなぎTube頻道 （日語）